# Pistolet AMT AutoMag IV
AutoMag IV – amerykański pistolet samopowtarzalny produkowany początkowo przez firmę Irwindale Arms Inc., a po jej bankructwie przez Galena Industries Inc. Od 2004 roku prawa do pistoletu posiada firma High Standard Corporation, ale nie zdecydował się ona na wznowienie produkcji.
Pistolet AutoMag IV był bronią przeznaczoną do polowań na drobną zwierzynę i strzelania sylwetkowego. Jego pierwszą wersją był sprzedawany od 1990 roku pistolt AMT Auto Javelina Hunting Pistol zasilany silną amunicją 10 mm Auto. Pod koniec 1991 roku do sprzedaży wprowadzono wersję kalibru .45 Winchester Magnum, a w 1992 roku 10 mm Magnum (10 × 32 mm).
W 1997 roku zakończono sprzedaż pistoletów AutoMag IV kalibru 10 mm. Produkcja pistoletów kalibru .45 zakończono po bankructwie Galeny.

## Opis
AMT AutoMag IV był bronią samopowtarzalną. Zasada działania oparta na krótkim odrzucie lufy. Zamek ryglowany przez przekoszenie lufy.  Połączenie lufy z zamkiem w położeniu zaryglowanym zapewniał występ ryglowy wchodzący w wyżłobienie w zamku. Odryglowanie zapewniał występ odryglowujący lufy
Mechanizm spustowy bez samonapinania z kurkowym  mechanizmem uderzeniowym. Skrzydełko bezpiecznika znajdowało się na zamku.
AutoMag IV był zasilany z wymiennego, jednorzędowego magazynka pudełkowego o pojemności 7 naboi umieszczonego w chwycie. Zatrzask magazynka po lewej stronie chwytu.
Lufa gwintowana.
Przyrządy celownicze regulowane (muszka i szczerbinka).